# Abbaye de Malmedy
L'abbaye de Malmedy est un ancien monastère fondé par Saint Remacle au VIIe siècle. Fondée en même temps que l’abbaye de Stavelot, elle fut à l’origine de la ville de Malmedy et, avec l’autre abbaye, le noyau de la principauté de Stavelot-Malmedy.
Elle est devenue bénédictine au Xe siècle. Les écoles monastiques qui en dépendaient étaient célèbres et la vie intellectuelle y était intense, au moins jusqu’au XIIIe siècle. La vénération des reliques de saint Quirin, à Malmedy, attiraient les foules en pèlerinage.
L’abbé, élu par les moines de deux monastères, veillait au bien des deux communautés mais était également le souverain d’un état qui s’agrandit au Moyen Âge, puis déclina jusqu'à la fin du XVIIIe siècle. Si les monastères étaient liés ils n’en restaient pas moins rivaux, particulièrement au moment des élections du prince-abbé. Aux XIVe et XVe siècles, outre les difficultés d’ordre politique, les abbayes furent menacées par le relâchement des moines et l’incurie de ses abbés.
À l’arrivée des révolutionnaires français, les moines se sont réfugiés en Allemagne. En 1795, la principauté de Stavelot-Malmedy est rattachée à la France. En 1796, les deux abbayes sont saccagées et pillées, puis officiellement supprimées.
L'église de l'abbaye de Malmédy, cathédrale de l'éphemère diocèse d'Eupen-Malmedy, est aujourd'hui l'église principale de la ville de Malmedy.

## Histoire

### Origines
Avec le soutien du roi d’Austrasie, Sigebert III, Saint Remacle, un moine venu d’Aquitaine fonde entre 647 et 650 deux monastères, l’un à Stavelot et l’autre à Malmédy, alors une contrée inhabitée. Les moines suivent probablement les coutumes introduites par les moines missionnaires irlandais de saint Colomban. Le destin des deux monastères restera lié jusqu’à la révolution française. Il n’y aura jamais qu’un seul abbé pour les deux communautés.
Au Xe siècle les circonstances politiques font naitre autour des deux monastères une petite principauté indépendante, qui relève de l’empire romain germanique. Les moines adoptent à cette époque la règle de Saint-Benoît, si bien que les monastères deviennent des abbayes bénédictines.

### LesXIIeetXIIIesiècles
En 1190, l’abbé Erlebald construit une léproserie à Malmedy. Elle est plus tard convertie en hôpital, lorsque la lèpre disparait de la région. 
Les écoles monastiques sont célèbres — Thierry de Leernes est écolâtre à Stavelot — et la vie intellectuelle est intense, au moins jusqu’au XIIIe siècle. La Bible dite de Stavelot réalisée dans l’une ou l’autre abbaye, date du XIIe siècle. Elle se trouve aujourd’hui au British Museum. Christian de Stavelot est un exégète et historien. 
La vénération des reliques, celles de Saint Remacle à Stavelot, et de Saint Quirin à Malmedy, attirent les foules en pèlerinage, particulièrement en temps de calamités et guerres. 
L’abbé, élu par les moines de deux monastères, veillait au bien des deux communautés mais était également le souverain d’un état qui s’agrandit au Moyen Âge, mais déclina au point de ne plus compter que 38 villages et 27 000 habitants à la fin du XVIIIe siècle. Il avait le titre de « par la grâce de Dieu, abbé de Stavelot et Malmedy, prince du Saint-Empire et comte de Logne ». Il recevait l’investiture ecclésiastique du pape et l’investiture laïque de l’empereur germanique. Il siégeait dans les assemblées d’Empire.
Si les monastères étaient liés ils n’en restaient pas moins rivaux, particulièrement au moment des élections du prince-abbé. Plusieurs abbés sont remarquables pour leur gestion politique et spirituelle. Ainsi le réformateur Poppon (mort en 1045) et Wibald (mort en 1158) qui eut une grande influence dans l’Empire.

### DuXIVeauXVIIesiècle
Aux XIVe et XVe siècles, outre les difficultés d’ordre politique, les abbayes sont menacées par le relâchement des moines et l’incurie de ses abbés. Certains laissent de mauvais souvenirs, comme l’abbé de Pomeirio, moine de Malmedy, qui est excommunié par le pape Benoît XIII pour avoir pris les armes contre la ville de Stavelot et investi son monastère. Au XVe siècle, Henri de Merode « laissa tomber en ruines le monastère, négligea la discipline et mena une vie scandaleuse ». En 1598, le moine Jean Delvaux, accusé de sorcellerie et condamné, est pendu. Le choc provoque une réforme sévère du monastère au début du siècle suivant.

### Fin de l’abbaye
En 1784, les autorités autrichiennes tentent d’imposer l’évêque de Tournai comme autorité de tutelle aux abbayes (et à la principauté) mais en vain. À l’arrivée des révolutionnaires français, les moines se réfugient en Allemagne. En 1795, la principauté de Stavelot-Malmedy est rattachée à la France. En 1796, les deux abbayes sont saccagées et pillées. Le 1er septembre elles sont officiellement supprimées.

### Vissicitudes de l'Histoire

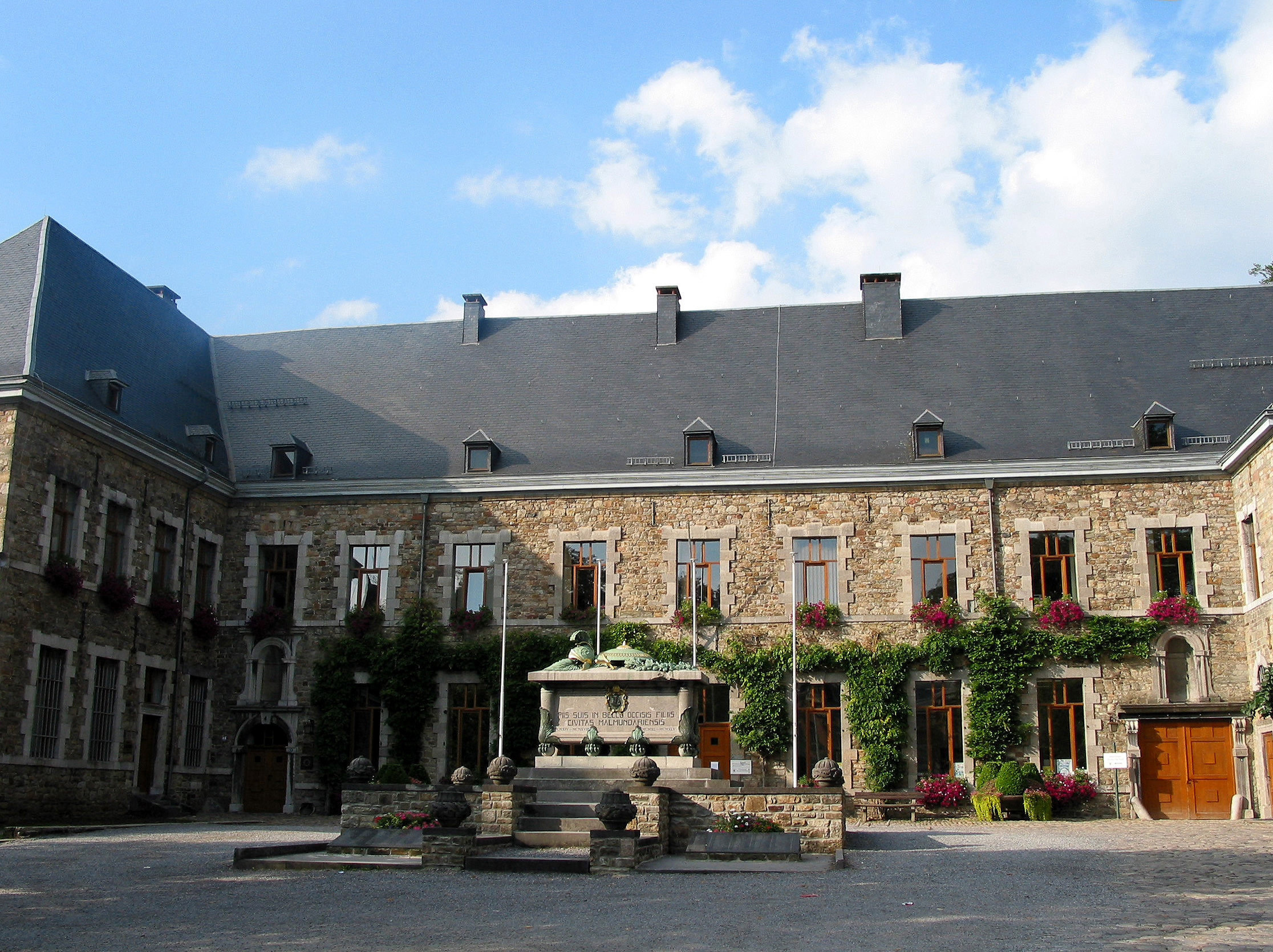
Ancien bâtiment monastique.

L'abbaye de Malmedy est détruite en 1244, 1491, 1521, 1587 et 1689, et rebâtie sans faste de 1701 à 1708.
La population monastique varie au cours des siècles, mais fluctue de manière semblable dans l’un et l’autre monastères. En 1147, 27 moines à Malmedy et 43 à Stavelot. En 1334, une dizaine dans l’un et l’autre, et à peine 6 et 5 moines en 1499. Au milieu du XVIIe siècle les communautés se stabilisent à 25 et 26 moines. Certains prieurs n’hésitent pas à recruter novices et moines pour infléchir les élections abbatiales.

## Aujourd'hui
Au milieu du XXe siècle, les locaux abbatiaux sont occupés par un athénée et la Justice de paix.

## Architecture et aspects culturels
Ce qui reste de l'abbaye de Malmedy date des premières décennies du XVIIIe siècle, à l'exception de son église abbatiale.

### Église abbatiale
L'église abbatiale est une construction récente car érigée quelques années seulement avant la disparition de l'abbaye. Selon un projet de l’architecte Charles Antoine Galhausen, la construction de cette abbatiale débute en 1776 (1775 selon Delmelle ou Poumon) et se termine vers 1782 (1784 selon Delmelle ou Poumon).
Cette église est paroissiale depuis 1819. Elle est choisie comme cathédrale de l’éphémère diocèse d'Eupen-Malmedy, après la Première Guerre mondiale (de 1920 à 1925). Elle en a gardé encore aujourd'hui le titre de 'cathédrale des saints Pierre, Paul et Quirin'.
Cette église est en forme de croix latine avec deux tours carrées à campanile en façade. 
Sont conservées à l’église une statue de la Vierge-à-l’enfant de Jean Delcour, sculpteur liégeois, et une châsse reliquaire de saint Quirin du XVIIIe siècle. L'église possède par ailleurs un autel de 1773, œuvre du Dinantais Boreux.